# Aston Webb
Sir Aston Webb (Londres, 22 de maio de 1849 — Londres, 21 de agosto de 1930) foi um arquiteto inglês.
Ativo no final do século XIX e no início do século XX, foi presidente da Academia Real Inglesa, de 1919 a 1924. Aston Webb nasceu em Londres e recebeu a sua formação arquitectónica na empresa de Robert Banks e Charles Barry. Em 1883 entrou para o Royal Institute of British Architects e começou a trabalhar em parceria com o arquiteto Ingress Bell. Sua primeira grande comissão foi um desenho vencedor para a Victoria Law Courts em Birmingham, em 1886. Após esta vitória desenhou prédios importantes pelos próximos 23 anos. Webb projetou ainda a County Hall em Londres, o The Mall (Londres), o Victoria and Albert Museum, o Admiralty Arch e o Palácio de Buckingham.